# План «Запад»
План «Запад» (пол. Plan Zachód) — военный план Польской армии Второй Польской Республики для защиты от вторжения нацистской Германии. Разработан в конце 1930-х годов.

## Предшествующие события
Пока Юзеф Пилсудский был диктатором Польши, усилия польских штабистов были сосредоточено на планировании обороны от возможного нападения на Польшу с востока. Только после смерти Пилсудского в 1935 году новое польское правительство и военные пересмотрели ситуацию и решили, что нынешний польский план польско-германской войны, датируемый серединой 1920-х годов (План «S»), неадекватен и его необходимо пересмотреть.
Однако до 1938 года приоритет сохранялся на обороне от нападения с востока, а не с запада, и большинство польских укреплений возводилось на польско-советской границе.

## Подробности
По первой версии предполагалось нападение германских сил из Померании в сторону Варшавы, с вспомогательными ударами из Силезии и Пруссии, с целью скорейшего установления соединения через Польский коридор между германской Померанией и Пруссией. После аннексии Германией частей Чехословакии и изменения границ, польские штабисты пересмотрели план, ожидая, что основной удар будет нанесен из Силезии через Петркув и Лодзь в сторону Варшавы и Кракова. Они правильно предсказали направление большинства немецких ударов, за одним важным исключением: они придали низкий приоритет возможному глубокому фланговому наступлению на восток из Пруссии и Словакии. Германские стратеги составляя план (План Вайс) придали этому наступлению высокий приоритет.
Разногласия касались вопроса, должны ли польские войска защищать протяжённые западные границы или им следует отойти на восток и юг и попытаться защитить более короткую линию, проходящую по рекам. Хотя второй план был более разумным с военной точки зрения, политические соображения перевешивали его, поскольку польские политики предполагали, что Германия может удовлетвориться оккупацией некоторых спорных территорий (таких, как Вольный город Данциг, Польский коридор и Силезия), а затем настаивать на скорейшем окончании войны. Западные регионы также были наиболее густонаселёнными и имели крупные промышленные центры, имевшие решающее значение для мобилизации и дальнейшего военного производства оборудования и снабжения для Войска Польского.
Даже несмотря на решение защищать границы, тот факт, что Польша была фактически окружена Германией с трёх сторон, означал, что некоторые районы практически невозможно защитить, и поэтому их придётся сдать на раннем этапе. Это касалось северо-западных Поморского и Познанского воеводств. Отдельные силы Сухопутной береговой обороны должны были как можно дольше охранять ключевые участки побережья, а большая часть надводного флота Польши должна была уйти в Великобританию, как это было предусмотрено планом «Пекин» (подводные лодки должны были вступить в бой с противником в Балтийском море, согласно Плану «Ворек»). Основная линия обороны Польши должна была образоваться на участках Августовской пущи — река Бебжа — река Нарев — река Висла (и города Модлин, Торунь, Быдгощ) — Иновроцлавские озёра — река Варта — река Видавка — город Ченстохова — Силезские укрепления — город Бельско-Бяла — город Живец — деревня Хабовка — город Новый Сонч). Вторая линия обороны базировалась на территории Августовской пущи — реки Бебжи — реки Нарев — реки Буг — реки Вислы — и реки Дунаец. Наконец, третья линия обороны предполагала отход на юго-восток к румынской границе и удержание румынского плацдарма по возможности дольше.
План предполагал, что Советский Союз будет нейтральным, поскольку советско-германский союз казался маловероятным. План, однако, предусматривал возможность, что Литва попытается захватить Вильно, город, являющийся спорным между Польшей и Литвой, и для обеспечения безопасности этого региона были выделены небольшие польские силы, в основном элитные подразделения Корпуса пограничной обороны.
План предполагал, что польские войска смогут продержаться несколько месяцев, но будут отброшены превосходящими численно и технически силами Германии, соотношение оценивалось в два или три к одному. Затем западные союзники (Франция и Великобритания), согласно обязательствам франко-польского союза и польско-британского пакта о совместной обороне, начнут наступление с запада, что отвлечет достаточное количество германских сил с востока и позволит польским войскам перейти в контрнаступление.

## Эффективность
План правильно предполагал размеры, расположение и большинство направлений атаки противника. Однако после вторжения Германии, оказалось что линии обороны и связанные с ними объекты не были полностью проработаны в планах,  соотвествующи военных учений не проводилось. Были и другие незавершённые аспекты подготовки, особенно те, которые касались связи и снабжения.
После вторжении в Польшу 1 сентября 1939 года польские войска потерпели поражение в Приграничной битве, как и предсказывали критики этого плана. Дальнейшие факторы, такие как недооценка мобильности германских сил и возможностей стратегии блицкрига, переоценка мобильности польских сил, пассивное поведение западных союзников способствовали поражению Польши. 6 октября 1939 года капитулировали последние части польских войск.